# Bythocythere exigua
Bythocythere exigua is een mosselkreeftjessoort uit de familie van de Bythocytheridae. De wetenschappelijke naam van de soort is voor het eerst geldig gepubliceerd in 1880 door Brady.